# Siyah Martı
Siyah Martı (zu deutsch: Schwarze Möwe) ist eine türkische Filmproduktionsgesellschaft, hauptsächlich für Cartoons.

## Geschichte
Das Studio wurde 2005 gegründet. 2014 produzierte das Studio dem Film İksir. Außerdem animierte Siyah Martı dem Kinofilm Köstebekgiller: Perili Orman. Der Film spielte  zwei Millionen türkische Lira ein. Unter anderem produzierte das Studio Filme wie Nane ile Limon: Kayıp Zaman Yolcusu, Sagu & Pagu: Büyük Define, Hapşuu und Tay.

## Produktionen

### Filme
- 2014: İksir
- 2015: Köstebekgiller: Perili Orman
- 2016: Pırdino: Sürpriz Yumurta
- 2016: Köstebekgiller 2: Gölgenin Tılsımı
- 2017: Nane ile Limon: Kayıp Zaman Yolcusu
- 2017: Sagu & Pagu: Büyük Define
- 2019: Hapşuu
- 2020: Kaptan Pengu ve Arkadaşları: Mandalina'nın Günlüğü
- 2022: Kaptan Pengu ve Arkadaşları 2
- 2022: Tay

### Serien
- 2009: Harika İşler Takımı
- 2010: Köstebekgiller
- 2011: Biz İkimiz
- 2012: Kimin Tarlası
- 2014: Pırdino